# 聯合報
- 關於以《聯合報》為核心發展成的臺灣報業集團，請見「聯合報系」。
- 關於聯合報系的綜合性中文晚報，請見「聯合晚報」。
- 關於新加坡報業控股出版的華文綜合性日報，請見「聯合早報」。
- 關於馬來西亞的中文報紙，請見「聯合日報」。

《聯合報》是臺灣綜合性報紙，為聯合報系的核心事業之一。1951年9月16日創刊，由《民族報》負責人王惕吾與《經濟時報》負責人范鶴言、《全民日報》負責人林頂立共同創立。聯合報每日以繁體中文發行，其與《自由時報》、《中國時報》合稱臺灣三大報。

## 歷史
1949年，中華民國政府遷臺，不少原居中國大陸的文化人也來台經營報紙，使報業復甦。
聯合報最初由《民族報》發行人王惕吾邀請《經濟時報》發行人范鶴言、《全民日報》發行人林頂立共同合作推出《民族報、全民日報、經濟時報聯合版》，創刊於1951年9月16日，總社設於臺北市西寧南路33號，創刊首日發行12248份。
1953年9月16日，《民族報、全民日報、經濟時報聯合版》易名為《民族報、全民日報、經濟時報聯合報》；1957年6月20日，又更名為《聯合報》沿用至今。
1958年2月，《聯合報》總社搬遷至臺北市延平南路83號。
1959年8月，《聯合報》總社搬遷至臺北市康定路26號的新大樓。
1971年7月，《聯合報》總社搬遷至臺北市忠孝東路四段555號。
1972年，范鶴言與林頂立將股權讓與王永慶，同年底，公司改組，召開第一次董監事會議。1973年5月11日，王永慶出脫股權，公司由王惕吾經營。
1974年1月，《聯合報》正式成立「聯合報股份有限公司」，王惕吾擔任董事長兼《聯合報》發行人。
1977年9月16日，王惕吾專任董事長，王必成任聯合報發行人。
1989年2月14日，該報每天出版張數由六大張增加至七大張（28頁）。
1989年9月16日，王必成任副董事長，劉昌平任聯合報發行人。
1992年4月16日，《聯合報》的書評專版【讀書人】創刊，2009年4月26日，《聯合報》【讀書人】出版第872號並宣布停刊。
1993年9月16日，董事長王惕吾退休，王必成任董事長，劉昌平任副董事長，王效蘭任聯合報發行人。
2003年4月1日，《聯合報》增加彩色印刷，並調整版序名稱 ，以A、B、C、D、E、F標籤各疊（2016年因財經版併至A疊，取消F疊）。
2003年5月1日，《聯合報》售價從新臺幣15元降價至10元至今。
2009年12月11日，聯合報總社從臺北市信義區忠孝東路四段555號搬遷至新北市汐止區（原臺北縣汐止市）大同路一段369號。
2015年12月1日，聯合報編輯部與聯合晚報編輯部合併成「聯合報新聞部」，人事上無縮減計畫。兩份報紙仍正常出報 。但後因市場上晚報需求減少，聯合晚報已於2020年6月2日停刊。

## 組織架構

### 經營階層

#### 社長
| 姓名   | 任期              |
| ------ | ----------------- |
| 范鶴言 | 1953年9月16日上任 |
| 劉昌平 | 1972年11月1日上任 |
| 楊選堂 | 1990年9月16日上任 |
| 張作錦 | 1993年9月16日上任 |
| 王文杉 | 2001年11月2日上任 |
| 胡立台 | 2008年10月6日上任 |
| 項國寧 | 2012年3月1日上任  |
| 游美月 | 2019年3月1日上任  |

#### 總主筆
| 姓名   | 任期                        |
| ------ | --------------------------- |
| 關潔民 | 1951年9月16日上任，兼總編輯 |
| 楊選堂 | 1970年6月1日上任            |
| 黃年   | 1993年9月16日上任           |
| 王麗美 | 2013年5月1日上任－至今      |

#### 總編輯
| 姓名   | 任期                        |
| ------ | --------------------------- |
| 關潔民 | 1951年9月16日上任，兼總主筆 |
| 劉昌平 | 1953年1月1日上任            |
| 馬克任 | 1964年9月16日上任           |
| 王繼樸 | 1971年7月19日上任           |
| 張作錦 | 1975年9月16日上任           |
| 趙玉明 | 1981年9月18日上任           |
| 劉國瑞 | 1984年10月1日上任           |
| 黃年   | 1988年9月10日上任           |
| 胡立台 | 1990年9月16日上任           |
| 張逸東 | 1993年9月16日上任           |
| 項國寧 | 1996年9月16日上任           |
| 黃素娟 | 2001年9月16日上任           |
| 羅國俊 | 2008年6月16日上任           |
| 游美月 | 2012年9月16日上任           |
| 蕭衡倩 | 2016年9月16日上任           |
| 范凌嘉 | 2019年1月1日上任            |

### 工會
1988年3月27日，台北市聯合報股份有限公司產業工會正式成立。1996年2月10日，訂定勞資雙方團體協約。

## 報紙版面
《聯合報》目前有五個區塊，分別為：
- A疊：要聞、焦點、話題、生活、文化、社會、兩岸、國際、財經要聞、財經話題、民意論壇
- B1、B2地方分版，B1：北台灣焦點、中台灣焦點、南台灣焦點（3分之1版面刊登體育新聞），B2：北市宜花要聞、新北基隆要聞、桃竹苗要聞、中彰投要聞、雲嘉南要聞、高屏澎東要聞，B3：教育(周一至周五)、考公職(周六)、國際小學堂(隔周周五)，B4：健康(周二至周六)、聯副．文學相對論(周一)
- C1：影視，C2：星話題，C3：星品味Fashion，C4：走跳世界
- D1：家庭，D2：繽紛，D3：聯合副刊，D4：全版廣告(周一至周六)、紐約時報賞析(周日)
- E疊：全版廣告
- 周日隨報附贈「元氣周報」。

### 社論
聯合報社論是聯合報的社論。現任主筆為王麗美（2013-）。
聯合報社論在該報創刊初期便一直對台灣的政治發展抱有濃厚的興趣。其社論立場被部分人士認為偏袒中國國民黨執政時的政策。。然而這可能也與早期中國國民黨的戒嚴有關。聯合報社論曾被認為參與中國國民黨黨內的省籍鬥爭，立場傾向非主流派，並曾以「民粹主義」指涉國民黨內主流派的領導者李登輝。

## 經營立場
雖為民營媒體，其社論在解嚴之前直言批判中國國民黨的情況較少，因此常被認為是較偏向中國國民黨的報紙。除非政府作為過份：例如1954年內政部頒布《新聞禁例》，《聯合報》遂發表〈史無前例的新聞禁例〉等三篇社論反對限制新聞自由，後行政院駁回此案；1958年政府有意循修正《出版法》的途徑，賦予行政機關對報紙及雜誌行政處分權，《聯合報》又陸續發表九篇反對違憲修法之社論。
對於中國大陸，聯合報過去著重於中國大陸的民生社會新聞，較少直接反對中國共產黨的統治，但也有批判中國共產黨的文章，例如聯合報系的聯合新聞網曾發表評論文章称中國大陸法治“即使中低層官員的權力能關進籠子裡，但「帝王總統」和中共中央的權力，還是在籠子之外、之上，黨仍然大於法”，64事件25周年時聯合新聞網發表評論“不容歷史盡成灰”以示紀念，以及在該網站曾發文評論中國大陸“獄政黑壓壓 演監獄風雲不奇怪”。

## 爭議

### 退報運動
聯合報迄今共遭遇三次退報運動。
1992年10月30日，聯合報在一版頭條報導中國共產黨中央政治局常委李瑞環前一日聲稱：大陸不惜中止經建阻止台灣獨立。接待亞太報刊研討會代表指出，大陸將用「任何方法」維護國家領土完整，即使「犧牲流血、前仆後繼」也在所不惜。事實上，李瑞環當時並未說出這類誑語，在場的台灣記者均可見證子虛烏有。11月11日，一位中國國民黨中常委在中常會上拿出該報要求嚴懲部分主張「一中一台」的黨員。國民黨主席李登輝則指當時李瑞環「不是這麼說的，但某某報社記者回來後寫了一篇可怕的報導，來恫嚇我們老百姓」，並稱是「有人要故意誤導當時的氣氛」。11月23日，澄社、台灣醫界聯盟、台灣教授協會、台灣基督長老教會等知識分子所組成的十五個具本土意識與自由主義色彩的人民團體，為表達《聯合報》一再誤導讀者，且經多次溝通無效，遂在忍無可忍狀況之下怒而發起「退報救台灣」運動，由李鎮源院士、林山田教授、林逢慶教授和楊啟壽等擔任發起人，指聯合報為「中共傳聲筒」，是「人民日報台灣版」，呼籲社會各界聯合抵制，民眾不看、拒買、退訂聯合報，並游說廣告業者拒登廣告。聯合報向台北地方法院提起自訴，控告四位發起人誹謗及妨害信用。林山田亦於1993年5月自訴聯合報誹謗，原因是退報運動被說成恐怖活動，形同說發起人是「恐怖份子」。以上兩案在第一審時，聯合報被判無罪，林山田等人則被判有罪，二案上訴後，聯合報仍維持無罪，林山田等人亦改判無罪。

### 標案報導
聯合報在2020年8月9日報導多篇蔡政府標案評委爭議。8月12日，王定宇稱接爆料、內容是聯合報2月曾發函給總統府，邀總統蔡英文出席明年該報主辦的世界新聞媒體年會與請府方補助2千多萬元的活動經費，總統府拒絕補助。王質疑聯合報報導政府標案爭議是報復。

### 其他
- 2006年7月12日 聯合報三版對吳淑珍接受訊問過程，以「身歷其境」方式描述庭訊，甚至出現吳淑珍的第一人稱應訊用語，台北地檢署襄閱主任檢察官林邦樑表示：「我對媒體這種憑空想像的寫法，相當遺憾」。林邦樑說明當天庭訊過程中，僅承辦檢察官曾益盛、書記官、檢察事務官及總統夫人吳淑珍四人在病房臨時偵查庭內，應訊內容為何，與他人供述是否相符，只有這四人知道，而北檢人員對訊問內容均秘密查證中，絕未洩漏。林指出媒體以問答方式登出所謂的「偵訊內容」，容我不客氣的說，這是媒體自我模擬的試題，是自我揣測、憑空想像。
- 2006年8月24日 聯合報記者丁萬鳴在陳水扁總統出席的場合以採訪記者身分入場，卻突然舉牌公開嗆聲要陳總統下台，據了解丁萬鳴平常主跑經濟部，有十多年資歷的採訪資歷，聯合報傍晚發出書面聲明強調，這名記者的言行雖然是個人行為，但已經明顯將他的政治立場跟新聞工作混淆，嚴重違反了記者的角色分際與工作倫理，因此報社已經予以處分，決定將這名記者調離記者職務。
- 2006年8月25日 台中裕元花園酒店，開幕時打出香港阿一鮑魚在這開分店，吸引許多饕客，但聯合報報導阿一本人「踢爆」，裕園酒店用低價生鮮鮑魚，混充價格昂貴的乾鮑，欺騙消費者，阿一本人今天看到報紙後震驚，他說裕元酒店賣的都是乾鮑，他從來沒說過酒店欺騙消費者。
- 2009年，主辦台灣年度代表字大選，原先代表字前20名候選依序為「驅、騜、哎、貧、忍、亂、轉、囧、坎、高、悶、傷、鷌、苦、牛、賭、慟、丑、顛、騙」。其中『驅』拿下197925票，『騜』獲得173297票[29]，但最後聯合報宣布第一名結果是遠在前20名次之外的『盼』，並宣稱其之後排名為「假、苦、慘、悶、慟」[30]。
- 2010年11月17日 楊淑君在廣州亞運女子49公斤級首戰面對越南武氏厚一路領先，在中華人民共和國籍賽務趙磊提出電子襪後，韓裔裁判立即宣判楊「失格」，在當時事實仍未明之下，隔天其他三報皆持中立客觀立場報導，只有聯合報完全引述趙磊的說法，特別強調「穿錯」舊襪，整篇頭版皆在批判楊的不是而引發爭議，聯合報出身的董智森在20日上李濤的節目說，如果一開始就挺楊淑君，「不就跟挺陳致中沒兩樣」！[來源請求]
- 2011年6月16日，聯合報「范巴倫澄清 未說投蔡英文一票」被踢爆為造假新聞，隔三天聯合報即報導「范巴倫：我支持蔡英文！」以新聞做出更正。
- 2012年1月10日，聯合報《SKE48偶像團體》一文中，把SKE48解釋為「愛知縣英文縮寫」[31]。
- 2014年11月19日，聯合報於《政策與民進黨討論？ 柯文哲：契約不是如此》新聞內，被質疑將三立新聞對台北市長候選人柯文哲的專訪，做部分擷取後將其發布於新聞稿後。遭質疑違反新聞倫理，以偏頗之內容試圖誤導讀者，隔日聯合報發表聲明撰文記者誤植，並否認違反新聞倫理
- 在歷年來新聞公害防治基金會（新防會）調查下，聯合報錯誤報導一直高居前三名，並且「事後更正率」極低；或是先以頭版「錯誤」報導，次日不符比例原則於後頁刊登小幅更正。
  - 新聞公害防治基金會2010年度的報告說明：新防會統計各報2010年報導錯誤的烏龍新聞（扣除置入259則、中國廣告119則），依序為：中國時報74則（含更正17則）、蘋果日報128則（含更正94則）、聯合報61則（含更正18則）、聯合晚報31則（含更正1則）、自由時報22則（含更正4則），合計316則（含更正134則）。

- 2015年9月11日，《聯合報》以「美智庫學者：下任台灣總統 須接受九二共識」為題報導，引發言論被引用的學者葛來儀（Bonnie Glaser）極度不滿，甚至在其臉書上以「這是哪個白癡寫的」（Which idiot wrote it?）激烈言詞表達。[32]事實上，葛來儀此言係推測習近平在歐習會中可能提出的內容，並非其主張，因此被認為有刻意誤導之嫌。雖然《聯合報》之後更改標題為「美智庫學者：歐習會 可能觸及九二共識議題」[33]，但葛來儀認為，在不用付出任何成本的情況下，《聯合報》還是會繼續這樣做，因此不排除提告。[34]9月13日，《聯合報》登報向葛來儀及讀者致歉，但並不認為當天標題是刻意誤導。[35]
- 2016年3月12日，《聯合報》以「學者：白色恐怖史料貿然開放 只會撕裂台灣」為題，專訪中研院台史所研究員許雪姬[36]，引發輿論對許雪姬的撻伐。許表示：「引起爭執的那些話並非出自我口，標題的話也不是我說的」，表示已向專訪的記者陳宛茜抗議。陳則回應：「不想再討論這件事情了」，強調自己從未移花接木。[37]
- 2016年7月5日，《聯合報》報導「發動抗議一例一休 綠委助理王奕凱遭開除」[38]，但根據王奕凱本人說法為主動請辭。[39]
- 2016年9月27日，因梅姬颱風侵襲，總統蔡英文抵達中央災害應變中心視察，《聯合報》記者江孟謙報導：「蔡總統在災害應變中心僅停留20多分鐘，但發言時幾乎看著稿子低頭唸，全程約2分鐘就結束快閃，留下現場一片錯愕的媒體」，引起總統府發言人黃重諺的批評，指出蔡英文9點抵達、約9點50分離開，強調：「除非你在睡覺，然後或許不知名原因驚醒了，才會有『錯愕』的問題。」[40]後《聯合報》記者江孟謙再出即時新聞，提出蔡英文進入災害應變中心與離開時照片時間等證據，包含蔡抵達消防署待在貴賓室7分鐘以及聽取簡報22分鐘、念稿2分鐘，全程31分。與黃重諺說法不符合，府方並未對此再做回應。
- 2016年12月2日，總統蔡英文在台灣時間晚上11時（美東時間上午10時）與美國候任總統川普進行越洋電話談話，引發各界關注。隔日，川普在個人推特發文：「Interesting how the U.S. sells Taiwan billions of dollars of military equipment but I should not accept a congratulatory call.」（美國賣了數十億美元的軍事武器給台灣，難道我連一通台灣的祝賀電話都不能接！）《聯合報》記者高凌雲即時報導此事，以「川普再發文！推特表示不該接蔡英文的恭賀電話」為題，將川普的發文解讀為「對接了蔡英文電話感到反悔」[41]，但該報導隨即被《聯合報》網站刪除。
- 2023年7月12日，聯合報與聯合新聞網刊出〈還原始末…南海會議 確曾觸及生物戰劑議題〉新聞[42]，內容指稱2022年6月23日時任閣揆蘇貞昌在南海工作會議提到美方要求我國研發生物戰劑能力，規劃設置新建生物安全第四等級實驗室。引起爭議，美國國務院[43]、中華民國總統府[44]、行政院[45]、國防部[46]都先後駁斥此事。總統府指聯合報未經查證，逕自捏造，是挑動兩岸矛盾。當晚聯合報回應稱刊出前已履行查證義務，向有關單位詢問回應，並予顯著對等的平衡報導。
- 2023年9月5日，台北地檢署認定聯合報刊載的「南海工作會議紀錄」為造假文件，據高姓記者稱是從現已從商的前政治線記者取得。檢方指出高姓記者雖曾向國防部詢問，但查證過程仍有不周疏失之處。檢方認為，雖然查證作業有疏失之處，但尚難認定記者主觀上有偽造文書的犯意，裁定不起訴。[47]

## 外部連結
- 官方网站